# Jednowiercy

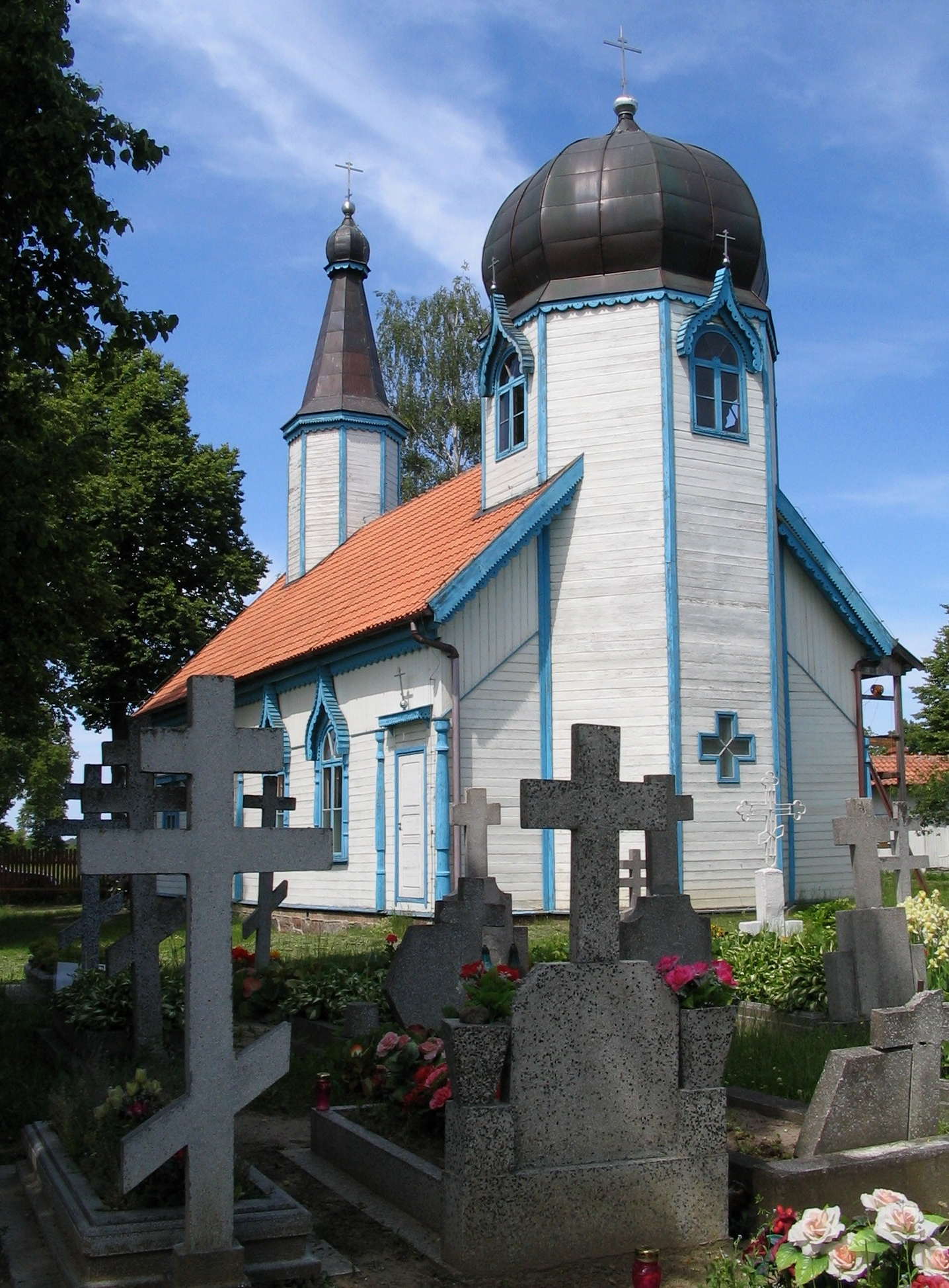
Cerkiew Zaśnięcia Matki Bożej w Wojnowie

Jednowiercy – staroobrzędowcy popowcy, którzy powrócili do jedności z Kościołem prawosławnym, zachowując jednak stary obrządek sprzed reformy Nikona.

## Historia
Ruch jednowierców zapoczątkowany został pod koniec XVIII w. i związany był z wystąpieniami grup staroobrzędowców mołdawskich (1770) i rosyjskich (1799) z prośbą o przyłączenie do Kościoła prawosławnego. W wyniku zawieranych unii w XIX w. powstało kilkaset parafii jednowierczych, które pozostając pod jurysdykcją cerkwi kanonicznych kultywowały ryt sprzed reformy patriarchy Nikona. Jednowierstwo zostało zahamowane w Rosji w 1917 na skutek wybuchu rewolucji.

### Ziemie polskie
Na ziemiach polskich jednowiercy pojawili się w połowie XIX wieku. W latach 1846–1851 władze carskie ufundowały jednowierczą cerkiew w Karolinie na Suwalszczyźnie, z której była prowadzona misja wśród lokalnych wspólnot bezpopowców. Parafia jednowiercza działała także w Nowych Biskupicach w powiecie grójeckim. Na Mazurach głównym ośrodkiem ruchu jednowierczego była parafia w Wojnowie. Początkowo mazurska placówka odnosiła sukcesy, jednak szybko straciła na znaczeniu i podupadła. Jej miejsce zajął monaster żeński odłamu staroobrzędowców bezpopowców, kontynuujący tradycję działające w latach 1848–1884 klasztoru męskiego. Do dziś przetrwała jednak w Wojnowie parafia Polskiego Autokefalicznego Kościoła Prawosławnego i prawosławny monaster żeński Zaśnięcia Matki Bożej, których korzenie sięgają zawartej w XIX w. unii.